# قهرمانی جودو آسیا ۲۰۱۷
جودو قهرمانی آسیا ۲۰۱۷ بیست و هفتمین دوره از رقابت‌های قهرمانی آسیا می‌باشد که از ۲۶ تا ۲۸ مه ۲۰۱۷ در هنگ کنگ برگزار گردید.

## خلاصه مدال‌ها

### مردان
| رویداد                | طلا                                 | نقره                           | برنز                                |
| خیلی سبک‌وزن ۶۰– ک‌گ    | نائوهیسا تاکاتو · ژاپن              | محمد رشنونژاد · ایران          | Pak Yong-nam · کرهٔ شمالی            |
| خیلی سبک‌وزن ۶۰– ک‌گ    | نائوهیسا تاکاتو · ژاپن              | محمد رشنونژاد · ایران          | Mukhriddin Tilovov · ازبکستان       |
| میان سبک‌وزن ۶۶– ک‌گ    | آن باول · کرهٔ جنوبی                 | Yeldos Zhumakanov · قزاقستان   | Taro Fujisaka · ژاپن                |
| میان سبک‌وزن ۶۶– ک‌گ    | آن باول · کرهٔ جنوبی                 | Yeldos Zhumakanov · قزاقستان   | Ganboldyn Kherlen · مغولستان        |
| سبک‌وزن ۷۳– ک‌گ         | آن چانگ-ریم · کرهٔ جنوبی             | Ganbaataryn Odbayar · مغولستان | Zhansay Smagulov · قزاقستان         |
| سبک‌وزن ۷۳– ک‌گ         | آن چانگ-ریم · کرهٔ جنوبی             | Ganbaataryn Odbayar · مغولستان | Arata Tatsukawa · ژاپن              |
| نیمه میان‌وزن ۸۱– ک‌گ   | Sotaro Fujiwara · ژاپن              | سعید ملایی · ایران             | Vladimir Zoloev · قرقیزستان         |
| نیمه میان‌وزن ۸۱– ک‌گ   | Sotaro Fujiwara · ژاپن              | سعید ملایی · ایران             | Lee Moon-jin · کرهٔ جنوبی            |
| میان‌وزن ۹۰– ک‌گ        | Komronshokh Ustopiriyon · تاجیکستان | Islam Bozbayev · قزاقستان      | شویچیرو موکای · ژاپن                |
| میان‌وزن ۹۰– ک‌گ        | Komronshokh Ustopiriyon · تاجیکستان | Islam Bozbayev · قزاقستان      | Mukhammadkarim Khurramov · ازبکستان |
| نیمه سنگین‌وزن ۱۰۰– ک‌گ | Maxim Rakov · قزاقستان              | Kim Hyeon-cheol · کرهٔ جنوبی    | Bunddorjiin Janchivdorj · مغولستان  |
| نیمه سنگین‌وزن ۱۰۰– ک‌گ | Maxim Rakov · قزاقستان              | Kim Hyeon-cheol · کرهٔ جنوبی    | Sherali Juraev · ازبکستان           |
| سنگین‌وزن ۱۰۰+ ک‌گ      | Kim Sung-min · کرهٔ جنوبی            | Ryu Shichinohe · ژاپن          | Ölziibayaryn Düürenbayar · مغولستان |
| سنگین‌وزن ۱۰۰+ ک‌گ      | Kim Sung-min · کرهٔ جنوبی            | Ryu Shichinohe · ژاپن          | Iurii Krakovetskii · قرقیزستان      |
| تیمی                  | کره جنوبی                           | مغولستان                       | ایران                               |
| تیمی                  | کره جنوبی                           | مغولستان                       | ژاپن                                |

### زنان
| رویداد               | طلا                             | نقره                               | برنز                            |
| خیلی سبک‌وزن ۴۸− ک‌گ   | مونخباتین اورانتستسگ · مغولستان | گالبادراخین اوتگونتستسگ · قزاقستان | جونگ بو-کیونگ · کرهٔ جنوبی       |
| خیلی سبک‌وزن ۴۸− ک‌گ   | مونخباتین اورانتستسگ · مغولستان | گالبادراخین اوتگونتستسگ · قزاقستان | Kang Yu-jeong · کرهٔ جنوبی       |
| میان سبک‌وزن ۵۲− ک‌گ   | Ai Shishime · ژاپن              | Chintogtokhyn Azzayaa · مغولستان   | Wang Xin · چین                  |
| میان سبک‌وزن ۵۲− ک‌گ   | Ai Shishime · ژاپن              | Chintogtokhyn Azzayaa · مغولستان   | Park Da-sol · کرهٔ جنوبی         |
| سبک‌وزن ۵۷− ک‌گ        | تسوکاسا یوشیدا · ژاپن           | Kwon You-jeong · کرهٔ جنوبی         | Lien Chen-ling · تایوان         |
| سبک‌وزن ۵۷− ک‌گ        | تسوکاسا یوشیدا · ژاپن           | Kwon You-jeong · کرهٔ جنوبی         | لو تونگجوان · چین               |
| نیمه میان‌وزن ۶۳− ک‌گ  | Nami Nabekura · ژاپن            | Baldorjyn Möngönchimeg · مغولستان  | Boldyn Gankhaich · مغولستان     |
| نیمه میان‌وزن ۶۳− ک‌گ  | Nami Nabekura · ژاپن            | Baldorjyn Möngönchimeg · مغولستان  | Kim Ji-jeong · کرهٔ جنوبی        |
| میان‌وزن ۷۰− ک‌گ       | Yoko Ono · ژاپن                 | Kim Seong-yeon · کرهٔ جنوبی         | Hong Son-yong · کرهٔ شمالی       |
| میان‌وزن ۷۰− ک‌گ       | Yoko Ono · ژاپن                 | Kim Seong-yeon · کرهٔ جنوبی         | Zere Bektaskyzy · قزاقستان      |
| نیمه سنگین‌وزن ۷۸− ک‌گ | شوری هامادا · ژاپن              | ما ژنژائو · چین                    | Lee Jeong-yun · کرهٔ جنوبی       |
| نیمه سنگین‌وزن ۷۸− ک‌گ | شوری هامادا · ژاپن              | ما ژنژائو · چین                    | Park Yu-jin · کرهٔ جنوبی         |
| سنگین‌وزن ۷۸+ ک‌گ      | Nami Inamori · ژاپن             | Kim Min-jeong · کرهٔ جنوبی          | Gulzhan Issanova · قزاقستان     |
| سنگین‌وزن ۷۸+ ک‌گ      | Nami Inamori · ژاپن             | Kim Min-jeong · کرهٔ جنوبی          | Battulgyn Mönkhtuyaa · مغولستان |
| تیمی                 | ژاپن                            | مغولستان                           | تایوان                          |
| تیمی                 | ژاپن                            | مغولستان                           | کره جنوبی                       |

## جدول مدال‌ها
| رتبه            | کشور            | طلا | نقره | برنز | مجموع |
| --------------- | --------------- | --- | ---- | ---- | ----- |
| ۱               | ژاپن            | ۹   | ۱    | ۴    | ۱۴    |
| ۲               | کرهٔ جنوبی       | ۴   | ۴    | ۸    | ۱۶    |
| ۳               | مغولستان        | ۱   | ۵    | ۵    | ۱۱    |
| ۴               | قزاقستان        | ۱   | ۳    | ۳    | ۷     |
| ۵               | تاجیکستان       | ۱   | ۰    | ۰    | ۱     |
| ۶               | ایران           | ۰   | ۲    | ۱    | ۳     |
| ۷               | چین             | ۰   | ۱    | ۲    | ۳     |
| ۸               | ازبکستان        | ۰   | ۰    | ۳    | ۳     |
| ۹               | تایوان          | ۰   | ۰    | ۲    | ۲     |
| ۹               | قرقیزستان       | ۰   | ۰    | ۲    | ۲     |
| ۹               | کرهٔ شمالی       | ۰   | ۰    | ۲    | ۲     |
| مجموع (۱۱ کشور) | مجموع (۱۱ کشور) | ۱۶  | ۱۶   | ۳۲   | ۶۴    |